# Alfred Kästner

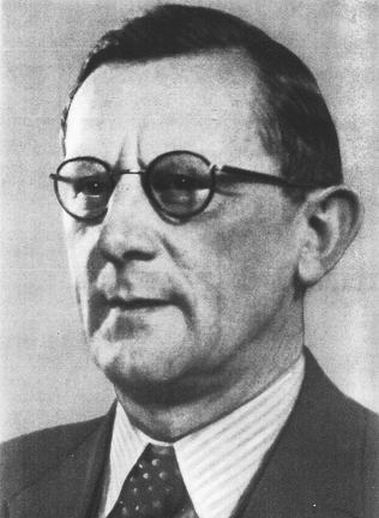
Alfred Kästner

Alfred Kästner (* 12. Dezember 1882 in Leipzig; † 12. April 1945 in Lindenthal bei Leipzig) war ein deutscher Kommunist und Widerstandskämpfer gegen den Nationalsozialismus.

## Leben
Kästner, von Beruf Holzkaufmann, schloss sich 1918 dem Spartakusbund an und wurde in den Leipziger Arbeiter- und Soldatenrat gewählt. 1919 war er Mitbegründer der KPD-Ortsgruppe in Leipzig. Während des KPD-Verbots im Winter 1923/24 stellte er seine Büroräume für illegale Zusammenkünfte zur Verfügung.
Nach der „Machtergreifung“ der Nationalsozialisten 1933 diente sein Büro wieder als Ort geheimer Treffen von KPD-Funktionären. Ebenso wurden dort Flugblätter gedruckt. Bereits im September 1933 wurde er verhaftet und blieb auch nach Verbüßung seiner Zuchthausstrafe von zwei Jahren und acht Monaten bis 1939 in den Konzentrationslagern Sachsenburg, Sachsenhausen und Buchenwald inhaftiert. Nach seiner Entlassung schloss er sich der Widerstandsgruppe um Georg Schumann, Otto Engert und Kurt Kresse (→ „Schumann-Engert-Kresse-Gruppe“) an. Kästner, der beruflich viel unterwegs war, fand und hielt Kontakt zu weiteren Gegnern des Nationalsozialismus in Hamburg, Bayern und Württemberg. Auch traf er sich im Auftrag der sächsischen Widerstandsgruppe um Schumann regelmäßig mit dem Leiter einer größeren Gruppe Sozialdemokraten in Zeitz.
Die Geheime Staatspolizei nahm ihn am 11. März 1945 fest. Eine Woche vor Einmarsch der amerikanischen Truppen in Leipzig wurde Kästner am 12. April 1945 zusammen mit 52 weiteren Antifaschisten auf einem Exerzierplatz bei Lindenthal von der SS erschossen.

## Ehrungen

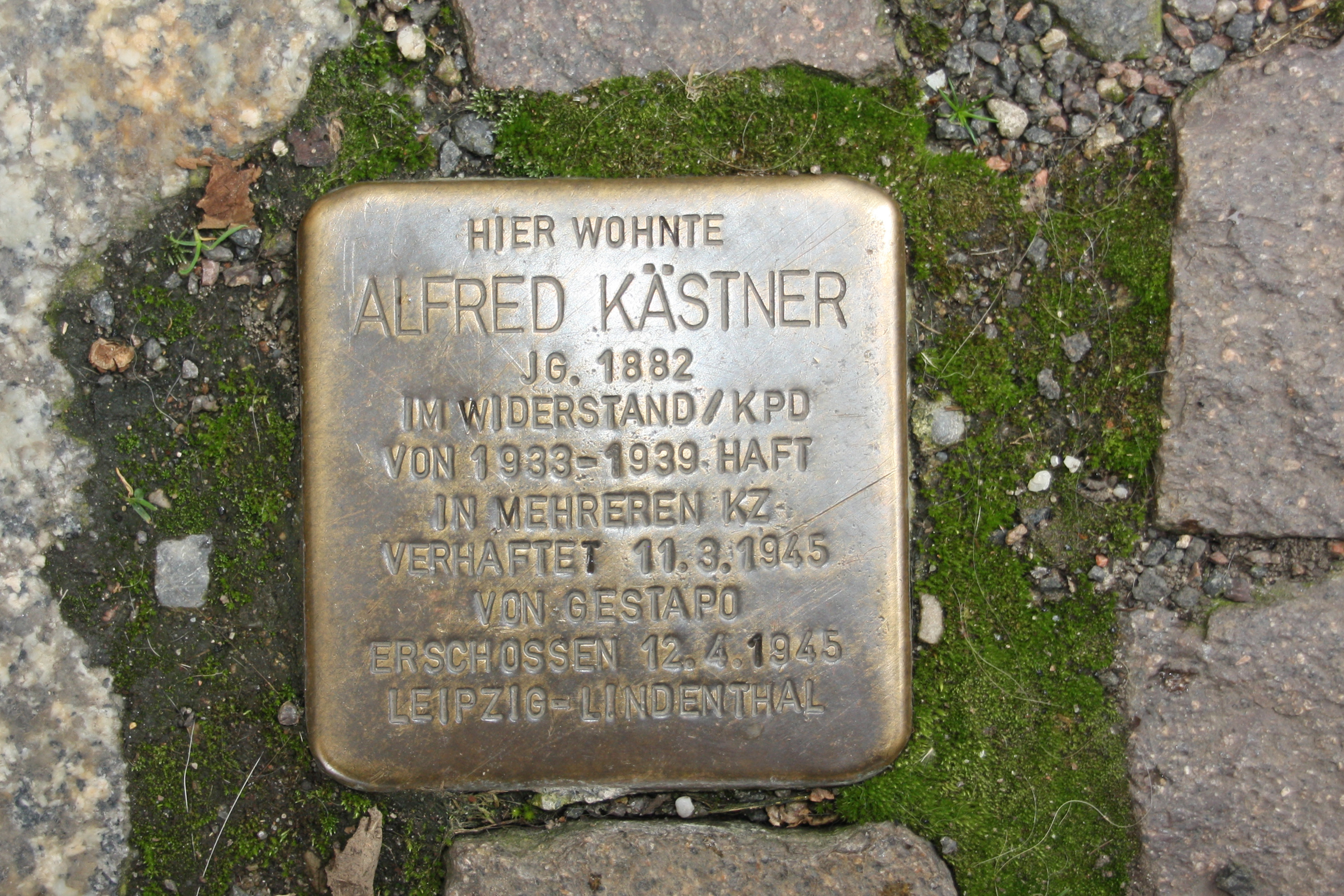
Stolperstein Alfred-Kästner-Str. 20

- Seit August 1945 trägt in der Leipziger Südvorstadt die ehemalige Moltkestraße, in der sich Kästners letzte Wohnstätte befand, seinen Namen. Am 9. September 2014 wurde in dieser Straße ein Stolperstein zur Erinnerung an Kästner verlegt.

- In Schkölen in Thüringen gibt es ebenfalls eine Alfred-Kästner-Straße, die bis 1945 Pfefferstraße hieß. Von hier stammte Kästners Ehefrau, die während des Krieges zeitweise hier wohnte und von ihrem Mann an den Wochenenden besucht wurde.[3]

- Diese Straße ist jedoch nicht die einzige öffentliche Ehrung für Alfred Kästner in Schkölen. Seit 1960 gab es in Schkölen eine LPG „Alfred Kästner“,[4] die aber nach der Wende umbenannt wurde.

- Auch ist seit 1949 eine Grundschule in Lindenthal nach ihm benannt.[5]